# Katelijnestraat
De Katelijnestraat is een straat in het centrum van Brugge.

## Beschrijving
Het is een lange, geplaveide, licht kronkelende straat in het historische stadscentrum, tussen de Mariastraat en de Bargeweg en de Katelijnepoort. De straatnaam verwijst naar de vroegere parochiekerk van de Heilige Catharina, die tussen 1270 en 1578 even buiten de stadswallen stond.
Vroegere namen van de straat waren Buiten Mariabrug (begin 14de eeuw), Cortrijcxschen weg (15de eeuw) en vanaf circa 1500 Sinte Catherinestraet of Sinte-Kathelijnestraat, in de 20ste eeuw vereenvoudigd tot Katelijnestraat.
De Mariabrug was van 1127 tot 1297 van een poort voorzien. De brug werd in 1856 verlaagd en verbreed.
De Katelijnepoort, die deel uitmaakte van de tweede stadsomwalling, werd in 1297 opgetrokken, in 1401-1402 herbouwd, in 1762 wat betreft het gedeelte buiten de stadswallen afgebroken en in 1782 de poort zelf. Tot in 1862 bleven er resten van de vroegere poort zichtbaar. De plek is in de volksmond tot op heden 'Katelijnepoort' gebleven.
In de Katelijnestraat waren verschillende instellingen gevestigd. Op religieus gebied waren er in de loop van de geschiedenis verschillende kloosterorden gevestigd, zoals de bogarden, de kapucinessen, de alexianen, de Broeders van Liefde en recentelijker de redemptoristinnen. De straat telt verder een aantal godshuizen: Spanooghe, Rooms Convent, Generaliteit, Hertsberge. Van de 14de tot de 18de eeuw bevond zich hier ook de ambachtskapel van de laken- en wolwevers.
Aan het kanaal Gent-Brugge bevond zich een aanlegplaats voor de in 1944 afgeschafte barge voor goederen- en personenvervoer. Tussen 1913 en 1950 liep tramlijn 2 door de straat, richting Steenbrugge en Oostkamp.
Vanaf de 16de eeuw was in de straat een instelling voor kansarme kinderen gevestigd, de Bogardenschool. In de tweede helft van de 19de eeuw kwam in die gebouwen de Stedelijke Academie voor Schone Kunsten. Van 1841 tot rond 1970 was er ook een school van de Broeders van Liefde, naast het bejaardenhuis geleid door deze Congregatie.

## Gebouwen
De straat telt vele historische panden, waarvan er verscheidene als monument zijn beschermd:
- Het voormalig godshuis Rooms Convent, dat reeds voor 1330 was gesticht als convent. In de 15de eeuw werd het heropgericht als godshuis voor zeven of acht arme vrouwen.
- Een gedeelte van de Stedelijke Academie en de Bogardenkapel. Het complex gaat in de kern terug tot de 16de eeuw. Reeds in de 13de eeuw waren bogarden op deze plaats aanwezig. Ook een monumentale schoorsteen is hier beschermd.
- Het godshuis Hertsberge, gedateerd 1683, en het godshuis De Generaliteit, gedateerd 1572, dat hier sinds 1873 is van afgesplitst.
- De Bargegebouwen, die aan het kanaal Gent-Brugge lagen
- De kerk en een deel van het klooster van de redemptoristinnen is sinds 2010 beschermd als monument en het volledige voormalig klooster, een aantal woningen en een gedeelte van de kloostertuin als stadsgezicht. Ook de kloostermuren kant Katelijnestraat en kant Vispaanstraat zijn als monument beschermd.

De straat heeft anderzijds ook geleden onder sloop- en bouwwoede. In de jaren 1960 werd een opmerkelijk 19de-eeuws herenhuis gesloopt en vervangen door een appartementsgebouw dat rond 2010 op zijn beurt werd vervangen door een nieuw appartementsgebouw. In de jaren 1980 werden twee ketenhotels gebouwd: Novotel en Ibis.

## Afbeeldingen

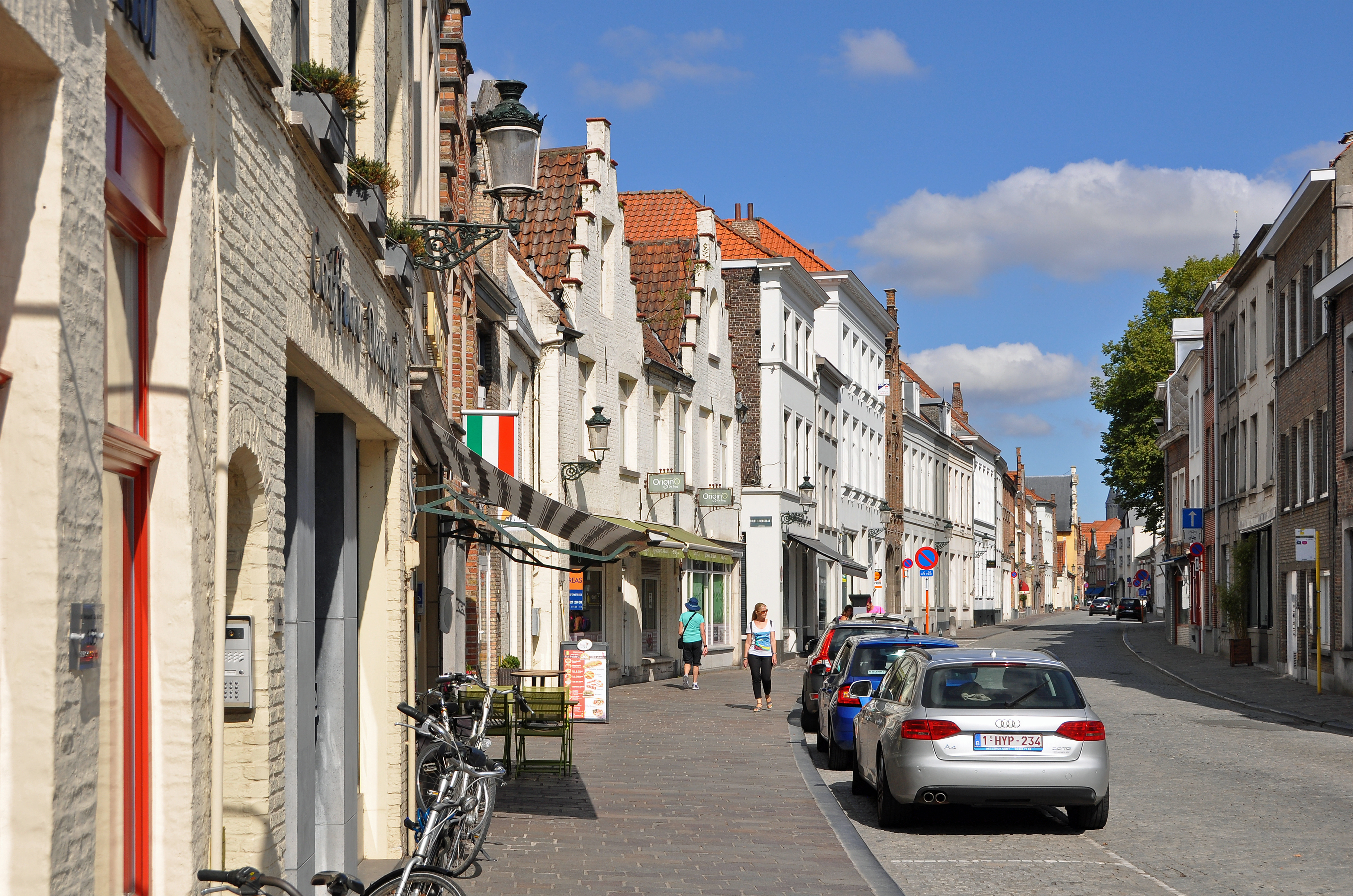
De Katelijnestraat, gezien in de richtig van het stadscentrum
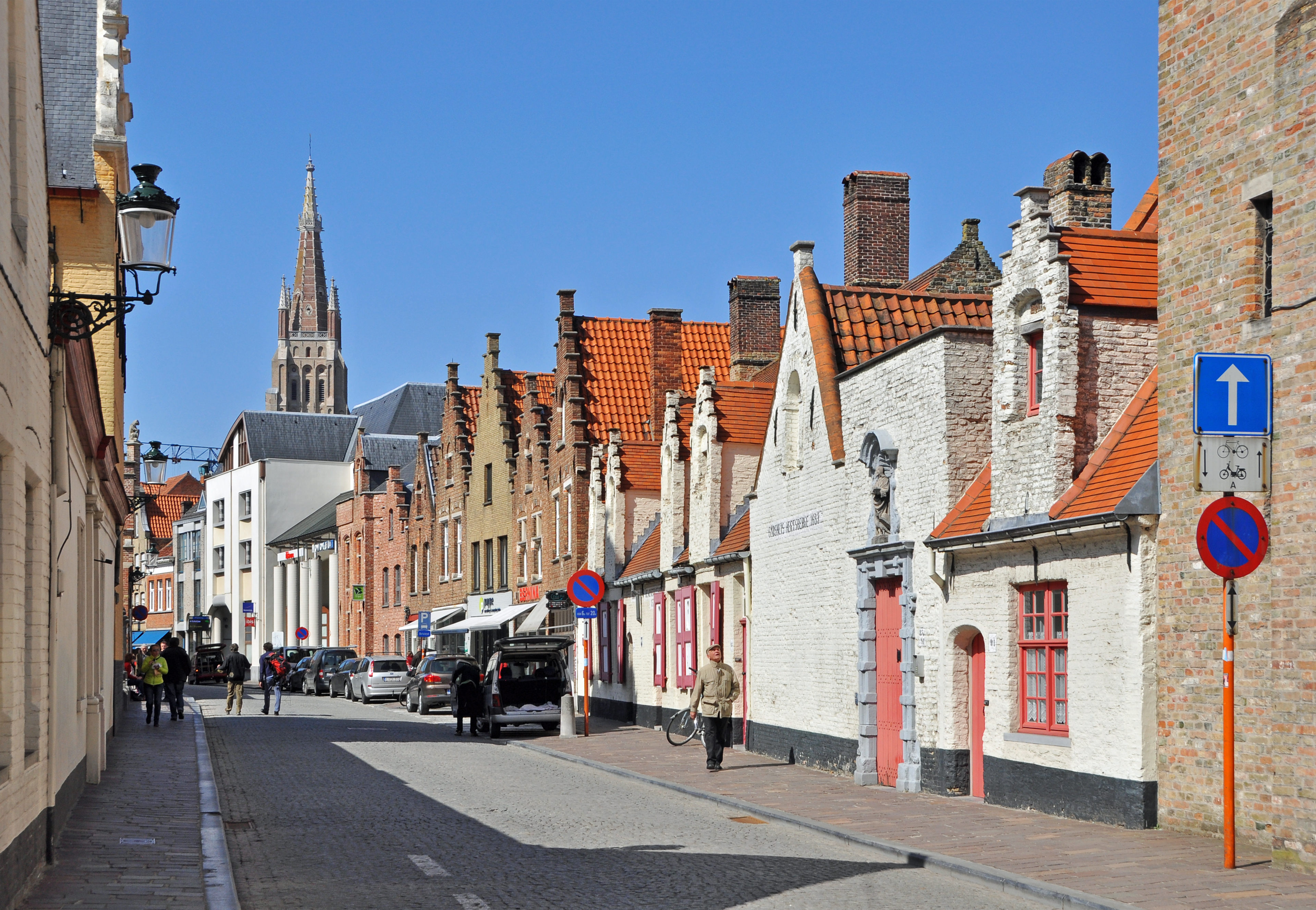
De Katelijnestraat ter hoogte van de Stedelijke Academie en het godshuis Hertsberge
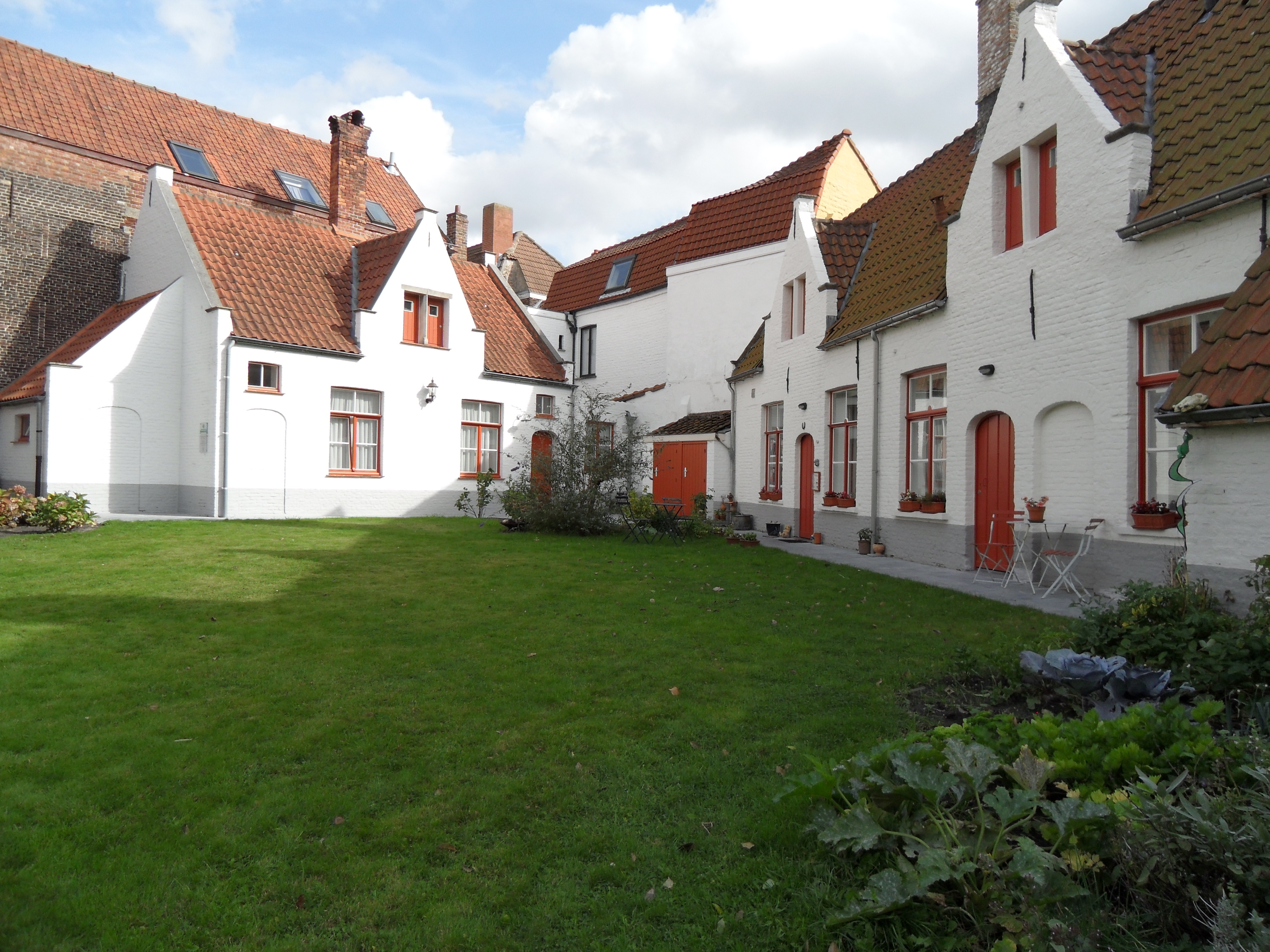
De als monument erkende godshuizen Spanoghe zijn, via een naamloze steeg, met de Katelijnestraat verbonden